# Juromenha
Juromenha ist eine Ortschaft und unter dem amtlichen Namen Juromenha (Nossa Senhora do Loreto) eine ehemalige Gemeinde im Süden Portugals, nahe der spanischen Grenze in der Region Alentejo.
Bekannt ist Juromenha für seine Festung. Seine strategische Lage an der Grenze zu Spanien machte den Ort mehrfach in seiner Geschichte zu einem bedeutenden Festungsort.

## Geschichte
Megalithanlagen belegen eine vorgeschichtliche Besiedlung der Region.
Die erste Erwähnung des Ortes findet sich in arabischen Aufzeichnungen vom Ende des 8. Jahrhunderts. Die Araber, die seit 711 hier regierten, befestigen den Ort. Sie nutzten dabei vorhandene Siedlungsstrukturen und Material, die von hier zuvor siedelnden Römern und später Westgoten stammten.
Die arabischen Aufzeichnungen über Juromenha werden aussagekräftiger, als die iberischen Muladí auch hier zunehmend aufbegehrten. Juromenha gehörte zum Taifa-Königreich von Badajoz. Der Ort gehörte danach zum Herrschaftsbereich der Almoraviden, danach der Almohaden, bis im Verlauf der christlichen Reconquista der Ritter Geraldo sem Pavor im Jahr 1167 die von den Mauren weiter ausgebaute Burg von Juromenha eroberte. Er organisierte eine Zeit lang von hier aus seine weiteren Feldzüge. König D. Sancho I. gab den Ort Ende des 12. Jahrhunderts an D. Gonçalo Viegas vom Ritterorden von Avis.
Juromenha erhielt 1312 Stadtrechte (Foral) von König D. Dinis, der zudem die Verteidigungsmauern verstärken ließ. König D. Manuel I. erneuerte die Stadtrechte 1515.
Im Verlauf des Restaurationskriegs (1640–1668), in dem Portugal seine wiederhergestellte Unabhängigkeit nach der Iberischen Union durchsetzte, wurde Juromenha zur Garnisonsstadt mit erweiterter Festung im Vauban-Stil ausgebaut und spielte danach mehrmals eine Rolle im Unabhängigkeitskrieg. 1659 zerstörte eine große Explosion des hiesigen Pulverlagers einen Teil der Festung. Der spanische Heerführer Juan José de Austria belagerte während seines Feldzuges 1662 die hiesige Festung und eroberte den Ort schließlich. Etwas später fiel er zurück an die britisch-portugiesischen Truppen unter dem deutschstämmigen Heerführer Friedrich von Schomberg.
Während des Orangen-Kriegs 1801 und der Napoleonischen Invasionen, insbesondere der Belagerung von Badajoz (1811) spielte die Festungsstadt nochmal eine Rolle.
Danach verlor Juromenha an Bedeutung. Mit den Verwaltungsreformen nach der Liberalen Revolution ab 1821 wurde der Kreis Juromenha 1836 aufgelöst, seither war es eine Gemeinde des Kreises Alandroal.
1920 setzte ein Verfall der alten Ortschaft ein, und direkt daneben entwickelte sich das neue, bescheidenere Ortszentrum. Ab den 1950er Jahren setzte dann eine starke Abwanderung ein, und die Einwohnerzahl nahm stark ab, weiter beschleunigt mit der Schaffung der eigenständigen Gemeinde São Brás dos Matos 1984 durch Ausgliederung aus der Gemeinde Juromenha.
In der Gebietsreform 2013 wurde schließlich auch die Gemeinde Juromenha aufgelöst und mit anderen aufgelösten Gemeinden zusammengefasst.

## Verwaltung
Juromenha war Sitz einer gleichnamigen Gemeinde (Freguesia) im Kreis (Concelho) von Alandroal im Distrikt Évora. Die Gemeinde hatte 107 Einwohner und eine Fläche von 32,08 km² (Stand 30. Juni 2011).
Folgende Orte gehörten zur Gemeinde Juromenha:
- Arrabalde de São Lázaro
- Juromenha
- Monte da Abrunheira
- Monte da Capela
- Monte da Fereira

Im Zuge der Gebietsreform in Portugal am 29. September 2013 wurden die Freguesias Juromenha (Nossa Senhora do Loreto), São Brás dos Matos (Mina do Bugalho) und Nossa Senhora da Conceição (Alandroal) zur neuen Freguesia União das Freguesias de Alandroal (Nossa Senhora da Conceição), São Brás dos Matos (Mina do Bugalho) e Juromenha zusammengefasst.

## Söhne und Töchter der Stadt
- António Gomes Freire de Andrade (1685–1763), 2. Conde de Bobadela, Militär und Kolonialverwalter in Brasilien